# Jose Alvarado
Jose Alvarado (Brooklyn, 12 aprile 1998) è un cestista portoricano, professionista nella NBA con i New Orleans Pelicans.

## Caratteristiche tecniche
È diventato noto sui social per la sua abilità nel rubare palla senza farsi notare dagli avversari. Questo talento gli è valso il soprannome di Grand Theft Alvarado (letteralmente Grande Furto Alvarado), gioco di parole sulla serie di videogiochi Grand Theft Auto.

## Statistiche

### NCAA
| Anno      | Squadra               | PG  | PT  | MP   | TC%  | 3P%  | TL%  | RP  | AP  | PRP | SP  | PP   |
| --------- | --------------------- | --- | --- | ---- | ---- | ---- | ---- | --- | --- | --- | --- | ---- |
| 2017-2018 | Georgia T. Yel. Jack. | 25  | 25  | 35,0 | 44,8 | 37,0 | 80,2 | 3,7 | 3,1 | 1,7 | 0,1 | 12,1 |
| 2018-2019 | Georgia T. Yel. Jack. | 31  | 30  | 34,3 | 39,2 | 28,6 | 74,3 | 3,9 | 3,4 | 1,8 | 0,1 | 12,5 |
| 2019-2020 | Georgia T. Yel. Jack. | 24  | 23  | 33,5 | 44,4 | 33,6 | 79,3 | 3,4 | 4,0 | 2,1 | 0,1 | 14,4 |
| 2020-2021 | Georgia T. Yel. Jack. | 26  | 26  | 37,1 | 50,4 | 39,0 | 83,8 | 3,5 | 4,1 | 2,8 | 0,0 | 15,2 |
| Carriera  | Carriera              | 106 | 104 | 35,0 | 44,4 | 34,1 | 79,0 | 3,6 | 3,6 | 2,1 | 0,1 | 13,5 |

#### Massimi in carriera
- Massimo di punti: 29 (3 volte)[4]
- Massimo di rimbalzi: 10 (2 volte)
- Massimo di assist: 9 vs Notre Dame (15 gennaio 2020)
- Massimo di palle rubate: 8 vs North Carolina State (25 gennaio 2020)
- Massimo di stoppate: 2 vs Miami (3 gennaio 2018)
- Massimo di minuti giocati: 58 vs Georgia State (25 novembre 2020)

### NBA

#### Regular Season
| Anno      | Squadra       | PG  | PT | MP   | TC%  | 3P%  | TL%  | RP  | AP  | PRP | SP  | PP   |
| --------- | ------------- | --- | -- | ---- | ---- | ---- | ---- | --- | --- | --- | --- | ---- |
| 2021-2022 | N.O. Pelicans | 54  | 1  | 15,4 | 44,6 | 29,1 | 67,9 | 1,9 | 2,8 | 1,3 | 0,1 | 6,1  |
| 2022-2023 | N.O. Pelicans | 61  | 10 | 21,5 | 41,1 | 33,6 | 81,3 | 2,3 | 3,0 | 1,1 | 0,2 | 9,0  |
| 2023-2024 | N.O. Pelicans | 56  | 0  | 18,4 | 41,2 | 37,7 | 67,3 | 2,3 | 2,1 | 1,1 | 0,3 | 7,1  |
| 2024-2025 | N.O. Pelicans | 56  | 23 | 24,4 | 39,2 | 35,9 | 81,1 | 2,4 | 4,6 | 1,3 | 0,3 | 10,3 |
| Carriera  | Carriera      | 227 | 34 | 20,0 | 41,1 | 34,8 | 75,7 | 2,2 | 3,1 | 1,2 | 0,2 | 8,2  |

#### Play-off
| Anno     | Squadra       | PG | PT | MP   | TC%  | 3P%  | TL%  | RP  | AP  | PRP | SP  | PP  |
| -------- | ------------- | -- | -- | ---- | ---- | ---- | ---- | --- | --- | --- | --- | --- |
| 2022     | N.O. Pelicans | 6  | 0  | 19,5 | 48,5 | 37,5 | 76,9 | 1,3 | 1,5 | 1,2 | 0,2 | 8,0 |
| 2024     | N.O. Pelicans | 4  | 0  | 15,5 | 15,0 | 7,1  | -    | 1,0 | 2,3 | 1,3 | 0,3 | 1,8 |
| Carriera | Carriera      | 10 | 0  | 17,9 | 35,8 | 23,3 | 76,9 | 1,2 | 1,8 | 1,2 | 0,2 | 5,5 |

#### Massimi in carriera
- Massimo di punti: 38 vs Denver Nuggets (4 dicembre 2022)[5]
- Massimo di rimbalzi: 8 vs Los Angeles Clippers (13 gennaio 2022)
- Massimo di assist: 10 vs Houston Rockets (13 marzo 2022)
- Massimo di palle rubate: 6 vs Houston Rockets (13 marzo 2022)
- Massimo di stoppate: 2 (2 volte)
- Massimo di minuti giocati: 34 vs Cleveland Cavaliers (16 gennaio 2023)

### G League
| Anno      | Squadra        | PG | PT | MP   | TC%  | 3P%  | TL%  | RP  | AP  | PRP | SP  | PP   |
| --------- | -------------- | -- | -- | ---- | ---- | ---- | ---- | --- | --- | --- | --- | ---- |
| 2021-2022 | Birm. Squadron | 5  | 3  | 34,0 | 52,9 | 42,9 | 75,0 | 6,0 | 6,8 | 3,6 | 0,2 | 19,8 |
| Carriera  | Carriera       | 5  | 3  | 34,0 | 52,9 | 42,9 | 75,0 | 6,0 | 6,8 | 3,6 | 0,2 | 19,8 |